# Polygala chamaebuxus
Polygala chamaebuxus es una planta de la familia de las poligaláceas.

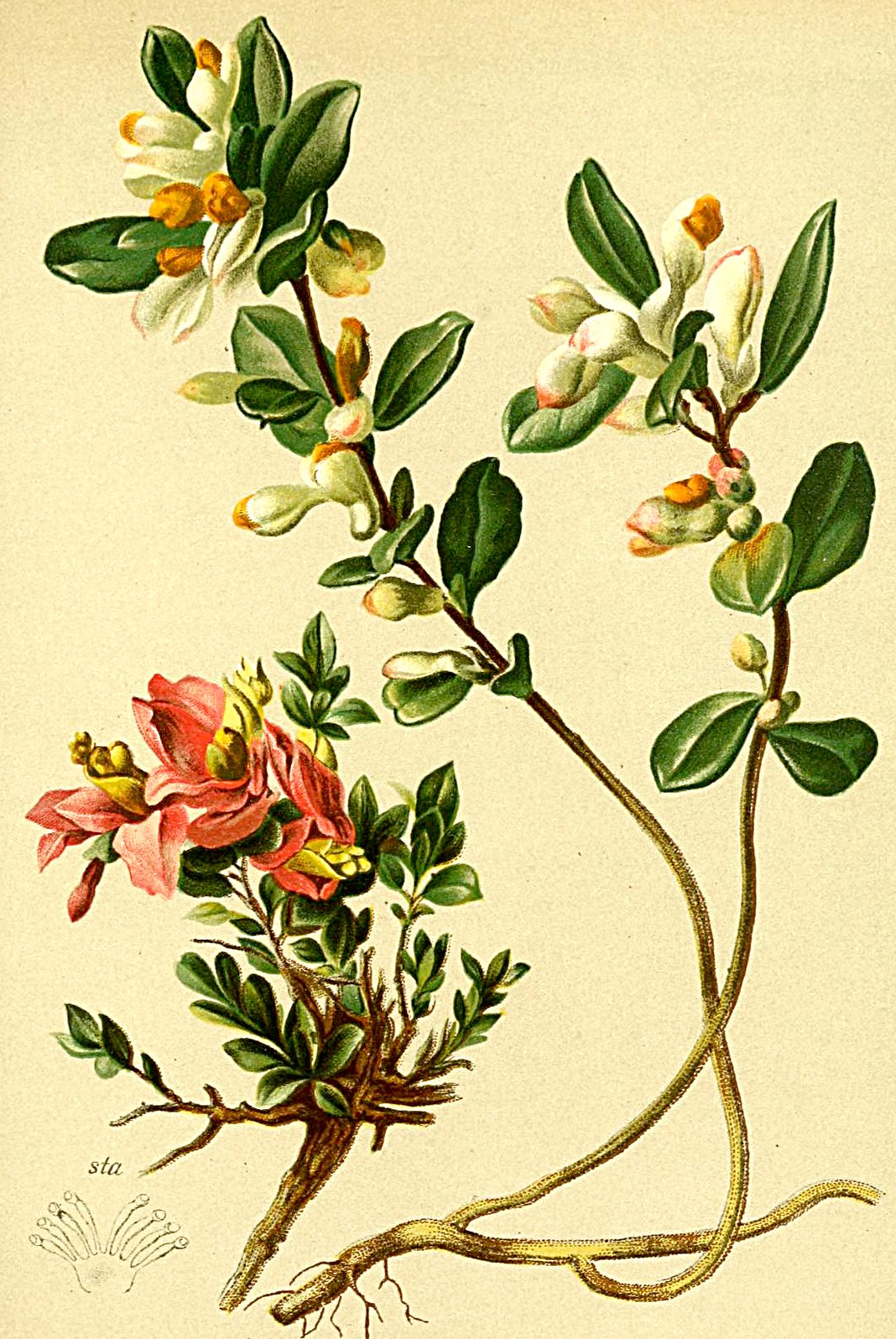
Ilustración

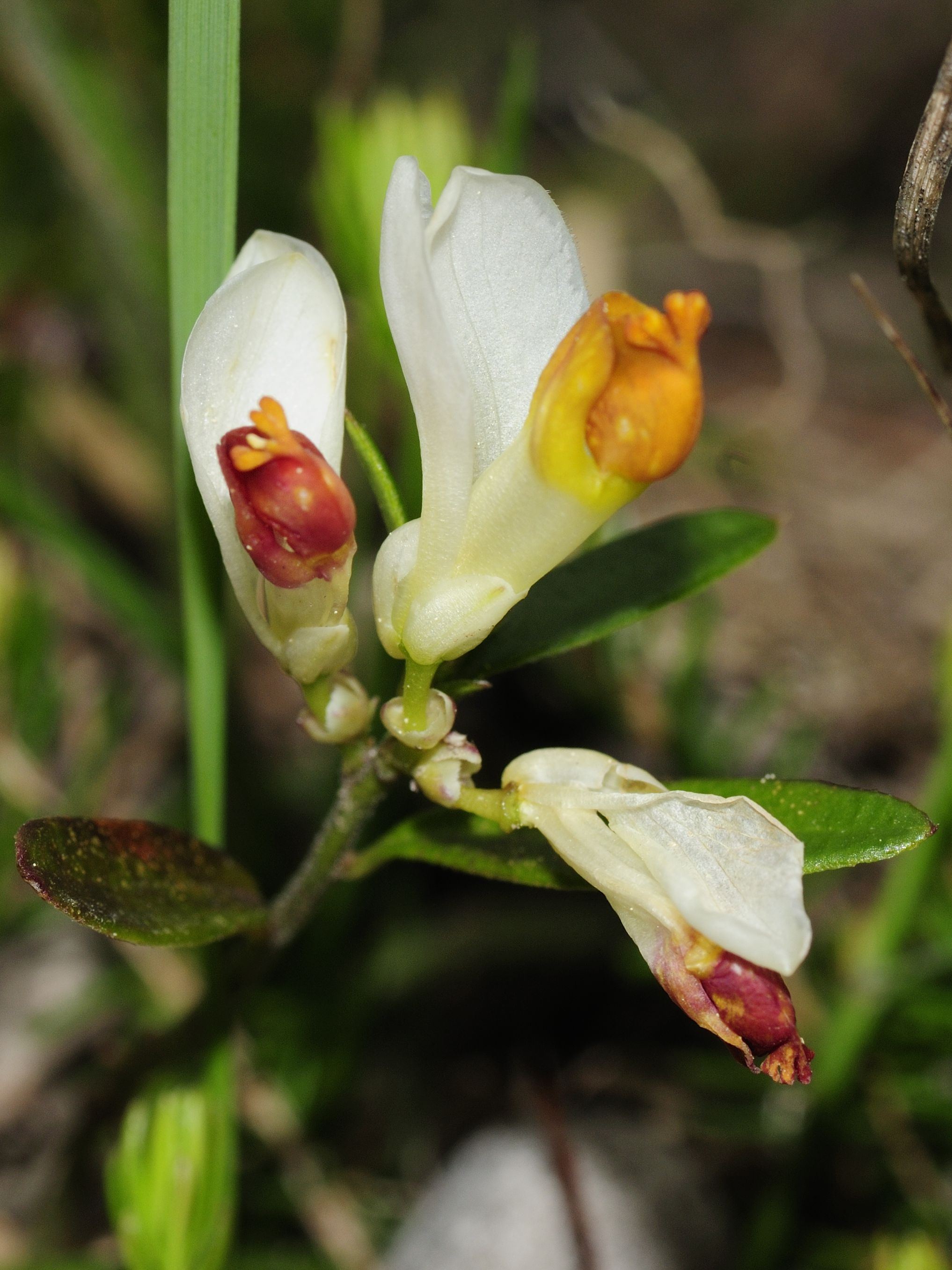
Vista de la planta

## Descripción
El boj bastardo (Polygala chamaebuxus) es un arbustillo perennifolio, nativo de la Europa alpina, alcanza 20 cm de alto y una extensión de 38 cm.  De hojas ovadas a estrechamente lanceoladas, bastante coriáceas. Tiene minúsculas hojas ovales verde oscuro y es plenamente resistente a las heladas. Flores amarillas a blancas, con la punta morada o roja, y quilla amarillo brillante que se vuelva morada o marronizo-rojiza; flores solitarias o pareadas en axilas de hojas. Sépalos desiguales, el externo extendido; pétalos de 1-1,4 cm; quilla con cresta lobulada. Florece en primavera y verano.

## Hábitat
Bosques y lugares herbáceos en las montañas.

## Distribución
Austria, República Checa, Eslovaquia, Francia, Alemania, Suiza, Italia, Rumanía y antigua Yugoslavia

## Taxonomía
Polygala chamaebuxus fue descrita por   Friedrich Wilhelm Schultz  y publicado en Sp. Pl. 704 1753.
Etimología
Polygala: nombre genérico que deriva del griego y significa
"mucha leche", ya que se pensaba que la planta servía para aumentar la producción de leche en el ganado.
chamaebuxus: epíteto latíno que significa "boj enano".
Sinonimia
- Chamaebuxus alpestris Spach
- Chamaebuxus coriacea Opiz
- Chamaebuxus polygaleoides Schur
- Chamaebuxus vulgaris Schur
- Polygaloides chamaebuxus (L.) O.Schwarz
- Tertria chamaebuxus (L.) Schrank[5]

## Nombres comunes
- Español:boj bastardo[6]